# 暁月夜〜あかつきづくよ〜
「暁月夜～あかつきづくよ～feat.石川さゆり」は、日本のロックバンド、THE BOOMが2011年3月2日に発表した33枚目のシングル。

## 概要
コラボ企画三部作の第2弾。演歌歌手の石川さゆりと初共演、演歌の要素を始めて取り入れた楽曲となっている。映画『津軽百年食堂』のテーマソングに起用。カップリング曲「情ションガイネ」にはパパイヤ鈴木によって振付が作られ、動画サイト等で配信されている。

## 収録曲
全曲作詞・作曲：宮沢和史
1. 暁月夜〜あかつきづくよ〜 feat.石川さゆり
編曲：鶴来正基
2. 暁月夜～あかつきづくよ～
（映画『津軽百年食堂』テーマソングVERSION）
3. 情ションガイネ
ホーンアレンジ：鶴来正基
4. 暁月夜〜あかつきづくよ〜（オリジナル・カラオケ）
5. 情ションガイネ（オリジナル・カラオケ）